# Azghand
Azghand (persiska: ازغند) är en ort i Iran.   Den ligger i provinsen Khorasan, i den nordöstra delen av landet, 700 km öster om huvudstaden Teheran. Azghand ligger 1 668 meter över havet och antalet invånare är 447.
Terrängen runt Azghand är lite bergig. Runt Azghand är det ganska tätbefolkat, med 185 invånare per kvadratkilometer. Närmaste större samhälle är Ţorqabeh, 12,8 km norr om Azghand. Omgivningarna runt Azghand är i huvudsak ett öppet busklandskap.